# RBMK

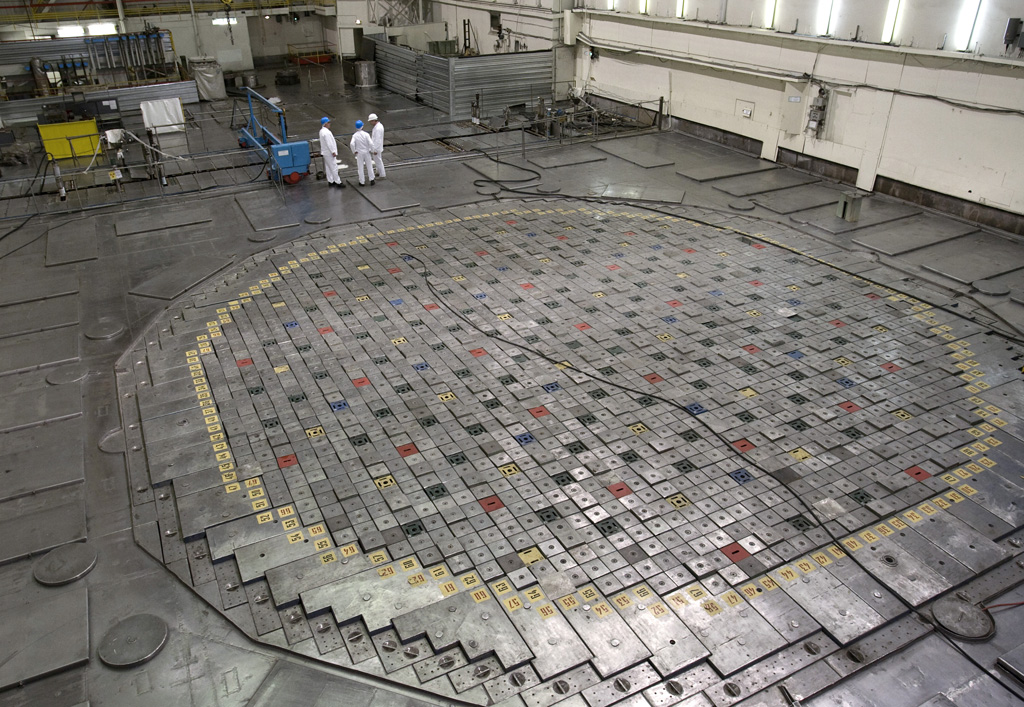
A Leningrádi atomerőmű egyik RBMK-blokkjának reaktorterme

Az RBMK (oroszul: РБМК – Реактор Большой Мощности Канальный, magyar átírásban: Reaktor Bolsoj Mosnosztyi Kanalnij, magyarul: Csatorna-típusú, nagy energiakimenetű reaktor) szovjet grafitmoderátoros atomreaktor, melynek hűtőközege nyomás alatti csövekben elgőzölgő könnyűvíz.  Ma már – döntően biztonsági kockázatai miatt – elavult konstrukciónak számít, csupán Oroszországban üzemel a típus. Előnye, hogy természetes uránnal is működik, így nincs szükség drága dúsítóüzemekre. Ennél a típusnál nincs szükség zárt reaktortartályra, így elvileg igen nagyméretű reaktorok is építhetők, továbbá a hűtési rendszere miatt a fűtőelemkötegek működés közben is cserélhetők.

## Története
Az RBMK a szovjet atomenergia-program csúcspontja volt, amelynek célja egy vízhűtéses, kettős felhasználású reaktor előállítása volt, amely a grafitmoderált plutóniumtermelő katonai reaktorok alapján készült. Ezek közül az első, az Obnyinszki AM-1 ("Атом Мирный", Atom Mirny, oroszul "Atomok a békéért") 5 MW villamos energiát termelt 30 MW hőteljesítményből, és 1954-től 1959-ig látta el Obnyinszkot. Az ezt követő prototípusok az AMB-100 reaktor és az AMB-200 reaktor voltak, mindkettő a belojarszki atomerőműben.
A minimalista kialakítással, amely a hűtéshez közönséges (könnyű) vizet és a mérsékléshez grafitot használt, lehetővé vált az alacsonyabb dúsítású [üzemanyag] (1,8%-os dúsítású urán a lényegesen drágább 4%-os dúsítás helyett) használata. Ez lehetővé tette egy rendkívül nagy és nagy teljesítményű reaktor gyors megépítését, amelyet nagyrészt a helyszínen gyártott alkatrészekből lehetett megépíteni, nem pedig speciális gyárakban. A kezdeti 1000 MWe teljesítményű konstrukció teret hagyott a még nagyobb teljesítményű reaktorok fejlesztésére is. A litvániai [Ignalina] atomerőműben található RBMK-reaktorok például egyenként 1500 MWe teljesítményűek voltak, ami a korban és még a 21. század elején is igen nagy méretnek számított. Összehasonlításképpen, az EPR 1600 MW nettó elektromos névleges teljesítményű (4500 MW termikus), és a valaha épített legerősebb reaktortípusok közé tartozik.
Az RBMK-1000 tervét 1968-ban véglegesítették. Abban az időben ez volt a világ legnagyobb atomreaktorterve, amely teljesítményben és fizikai méretben is felülmúlta a nyugati terveket és a VVER-t (egy korábbi szovjet PWR-reaktorterv), mivel térfogatát tekintve hússzor nagyobb volt, mint a korabeli nyugati reaktorok. A [CANDU]-reaktorokhoz hasonlóan a [VVER]-reaktorokhoz hasonló nagy és vastag falú reaktornyomástartó edényekhez szükséges speciális ipar nélkül is előállítható volt, így megnőtt az RBMK reaktoralkatrészek gyártására alkalmas gyárak száma. Az RBMK-ból nem készültek prototípusok; közvetlenül a tömeggyártásba került.
Az RBMK-t egyesek a Szovjetunió nemzeti reaktorának kiáltották ki, valószínűleg nacionalizmusból, egyedi kialakítása, nagy mérete és teljesítménye miatt, és különösen azért, mert a VVER-t a Szovjetunióban az ellenzői amerikai reaktornak nevezték, mivel kialakítása jobban hasonlít a nyugati PWR-reaktorokéhoz. Az RBMK konstrukcióra vonatkozó szigorúan titkos találmányi szabadalmat Anatolij Alekszandrov, a Kurcsatov Atomenergetikai Intézet munkatársa - aki személyesen vállalta magára a reaktor tervezésének érdemeit - nyújtotta be a szovjet szabadalmi hivatalhoz. Mivel az RBMK nagy mérete miatt egy konténment épületnek nagyon nagynak és ezáltal drágának kellett volna lennie (megduplázva az egyes blokkok költségét), eredetileg kihagyták a tervből. A tervezők azzal érveltek, hogy az RBMK stratégiája, miszerint minden egyes fűtőelemet saját csatornában, áramló hűtővízzel helyeztek el, elfogadható alternatívát jelentett a konténmentre.
Az RBMK-t főként a Kurcsatov Atomenergetikai Intézetben és a NIKIET [ru]-ben tervezték, Anatolij Alekszandrov és Nyikolaj Dollezhal vezetésével 1964 és 1966 között. Az RBMK-t a Szovjetunió a VVER-rel szemben a könnyű gyárthatósága (a nagy és vastag falú reaktornyomástartó edény és a viszonylag bonyolult kapcsolódó gőzfejlesztők hiánya miatt) és a nagy teljesítménye miatt részesítette előnyben, ami lehetővé tette a szovjet kormány számára, hogy könnyen teljesítse a központi gazdasági tervezés céljait. Az eredeti RBMK terv hibáit mások is felismerték, többek között a Kurcsatov Intézetből is, mielőtt az első blokkok megépültek volna, de az első RBMK blokkok építésére vonatkozó megrendeléseket, amelyek Leningrádban voltak, a szovjet kormány már 1966-ban kiadta, mire aggályaik eljutottak a Szovjetunió Kommunista Pártja Központi Bizottságához és a szovjet minisztertanácshoz. Ez az RBMK hirtelen felülvizsgálatára késztette őket. Az RBMK-ban a plutónium előállítását a reaktor speciális termikus paraméterek mellett történő üzemeltetésével lehetett volna elérni, de ezt a lehetőséget már korán elhagyták. 1968-ban véglegesítették ezt a tervet. Az újratervezés nem oldotta meg a további hibákat, amelyeket csak évekkel később fedeztek fel. Az első RBMK építése, amely a Leningrádi Atomerőműben volt, 1970-ben kezdődött. A leningrádi 1-es blokk 1973-ban nyílt meg.
Leningrádban felfedezték, hogy az RBMK-t a magas pozitív üresjárati együtthatója miatt egyre nehezebb volt szabályozni, ahogy az urán üzemanyag elfogyott vagy elégett, és kiszámíthatatlanná vált, mire három év után karbantartás miatt leállították. Ez az RBMK irányítását nagyon fáradságos, szellemileg és fizikailag is megterhelő feladattá tette, amely percenként, éjjel-nappal több tucat paraméter időszerű beállítását igényelte, ami folyamatosan koptatta az olyan kapcsolókat, mint amilyeneket a vezérlőrudakhoz használtak, és az operátorok izzadtságát okozta. A dúsítási százalékot ezért 1,8%-ról 2,0%-ra emelték, hogy enyhítsék ezeket a problémákat. Az RBMK-t a Szovjetunióban egyesek már röviddel a csernobili 1-es blokk üzembe helyezése után elavultnak tekintették. Alekszandrov és Dollezhal nem vizsgálta tovább, sőt, nem is értette meg mélyebben az RBMK problémáit, és a reaktor kézikönyveiben nem elemezték a hézagtényezőt. A csernobili 1-es blokk mérnökeinek megoldást kellett találniuk az RBMK számos hibájára, például a tápvízellátás hiánya elleni védelem hiányára. A leningrádi és a csernobili 1. blokkban egyaránt részleges olvadások történtek, amelyeket (az erőművek más nukleáris baleseteivel együtt) államtitokként kezeltek, és így még az ugyanezen erőművek más dolgozói előtt is ismeretlenek voltak.
1980-ra a NIKIET egy bizalmas tanulmány elkészítése után rájött, hogy az RBMK-val még normál üzemmódban is valószínűsíthetőek balesetek, de nem tettek lépéseket az RBMK hibáinak kijavítására. Ehelyett a kézikönyveket felülvizsgálták, amiről úgy vélték, hogy elegendő a biztonságos működéshez, amíg azokat szigorúan betartják. A kézikönyvek azonban homályosak voltak, és a szovjet erőművek személyzete már akkor is megszokta, hogy a nem megfelelő vagy rosszul működő berendezések ellenére a gazdasági célok elérése érdekében meghajlítja a szabályokat. Lényeges, hogy nem tették világossá, hogy a baleset elleni védelem érdekében a reaktorban mindig több vezérlő rúdnak kell maradnia, ahogyan azt az ORM (Operational Reactivity Margin) paraméter lazán megfogalmazza. Az ORM grafikonfelvevő és kijelző az RBMK vezérlőtermeiben a csernobili katasztrófa után került elhelyezésre.
Sok egység esetében 45 éves élettartamot terveznek, az élettartam közepén történő felújítás után.

## A reaktor működése

Az RBMK reaktorok hűtési rendszerének vázlata

A működési elve megegyezik a forralóvizes reaktoréval, azzal a különbséggel, hogy a neutronokat grafittal lassítják. Ennek van egy lényeges hátránya. Ha a reaktor teljesítménye hirtelen megnövekszik, a nyomottvizes reaktor esetében a hűtővízben buborékok keletkeznek. A vízgőz-buborékokban a neutronok nem lassulnak le a termikus sebességükre, a buborékok arányának növekedésével a hasadások száma tehát csökken. Ez egy negatív visszacsatolás. A nyomottvizes reaktor így sokkal biztonságosabb. Természetesen az RBMK esetében más módszerekkel szabályozzák a reaktor teljesítményét (szabályzórudak, a vízbe kevert bórsav), de ott a láncreakció elszaladásakor a már említett negatív visszacsatolás – a víz anyagú moderátor hiányában – nem jelentkezik.

## RBMK reaktorok alkalmazása
A legnagyobb teljesítményű RBMK–1500 reaktorok a litvániai Ignalinai erőműben üzemeltek. Az összes többi RBMK kisebb,  1000 MW-os teljesítménnyel épült meg – az 1986-os csernobili atomkatasztrófa is egy ilyen típusú reaktorban történt. Ma már a csernobili reaktorokat leállították, és nagy nemzetközi nyomás nehezedik Oroszországra (ill. korábban Ukrajnára és Litvániára) az összes ilyen típusú atomerőmű leállítására. Litvániában az Ignalinai atomerőmű 1-es blokkját 2004-ben, a 2-es blokkját (a tervezett üzemidő lejárta előtt) 2009-ben állították le. Ez viszont súlyos energiahiányt jelentett az ország számára.
A csernobili baleset óta a működő RBMK reaktorokon számos biztonságnövelő intézkedést hajtottak végre, jelenleg (2020-ban) három oroszországi erőműben összesen 9 db RBMK–1000 blokk üzemel. 2018 decemberében leállították a Leningrad–1 erőművi blokkot, 2020 novemberében pedig Leningrad-2 blokkot.

## Külső hivatkozások
- Ismertető az RBMK reaktorról az MVM Paksi Atomerőmű honlapján
- Ignalinai Atomerőmű (angolul)
- RBMK‑1000 típusú reaktort tartalmazó erőművi blokk elrendezési rajza Archiválva 2013. október 25-i dátummal a Wayback Machine-ben (oroszul)